# رودريغو نونيز
رودريغو نونيز (بالإسبانية: Rodrigo Núñez)‏ (5 فبراير 1977 بسانتياغو في تشيلي - ) هو مدرب كرة قدم ولاعب كرة قدم تشيلي في مركز الوسط، شارك في الألعاب الأولمبية الصيفية 2000. وشارك مع منتخب تشيلي لكرة القدم. أما مع النوادي، فقد لعب مع سانتياغو واندررز وديبورتيس أنتوفاغاستا ونادي كوبريسال وديبورتيس إيكيكي ورينجرز دي تالكا.

## وصلات خارجية
- رودريغو نونيز على موقع الاتحاد الدولي (مؤرشف)  (الإنجليزية)
- رودريغو نونيز على موقع قاعدة بيانات كرة القدم.إي يو (الإنجليزية)
- رودريغو نونيز على موقع ناشيونال فوتبول تيمز (الإنجليزية)
- رودريغو نونيز على موقع Soccerway.com (الإنجليزية)
- رودريغو نونيز على موقع عالم كرة القدم.نت (الإنجليزية)
- رودريغو نونيز على موقع أوليمبيديا (الإنجليزية)